# Gerhard Jessen
Gerhard Jessen, född 21 april 1885 i Slagelse, död 3 maj 1939, var en dansk skådespelare och regissör.
Jessen var son till vägassistent Andreas Bjørn Rothe Jessen. Sonen debuterade 1904 på Stavanger teater i operetten På alperne. Han stannade vid teatern i ett år och uppträdde därefter i Danmark med Oddgeir Stephensen. År 1910 blev han och hustrun Jacoba Jessen engagerade vid Fredriksberg teater och Gerhard Jessen medverkade där i en rad operetter mot Amélie Kierkegaard. Under en kort period därefter var han vid Odense teater innan han engagerades vid Det Ny Teater 1911–1931. Där verkade han även som teaterregissör. År 1931 var han vid Apolloteatern och 1932 vid Fønixteatern. År 1934 var han utan större framgångar teaterdirektör med en sommarrevy på Riddersalen. Från 1934 var han också innehavare och direktör för Færgekroen på Tivoli, vilket han förblev till sin död.
Vid sidan av teatern var han filmskådespelare. Han debuterade hos Nordisk Film 1911 och medverkade i 25 filmer 1911–1934. Han regisserade också filmerna  Sommerspøg og rævestreger (1923) och Byens Don Juan (1924) för Palladium.
Han var från 1908 gift med skådespelaren  Jacoba Jessen (1888–1978) och var far till provinsteaterdirektören Peter Jessen (1908–1996). Gerhard Jessen ligger begravd på Ordrups kyrkogård i Köpenhamn.

## Filmografi (urval)
- 1919 – Hjertetyven